# Segmento espacial

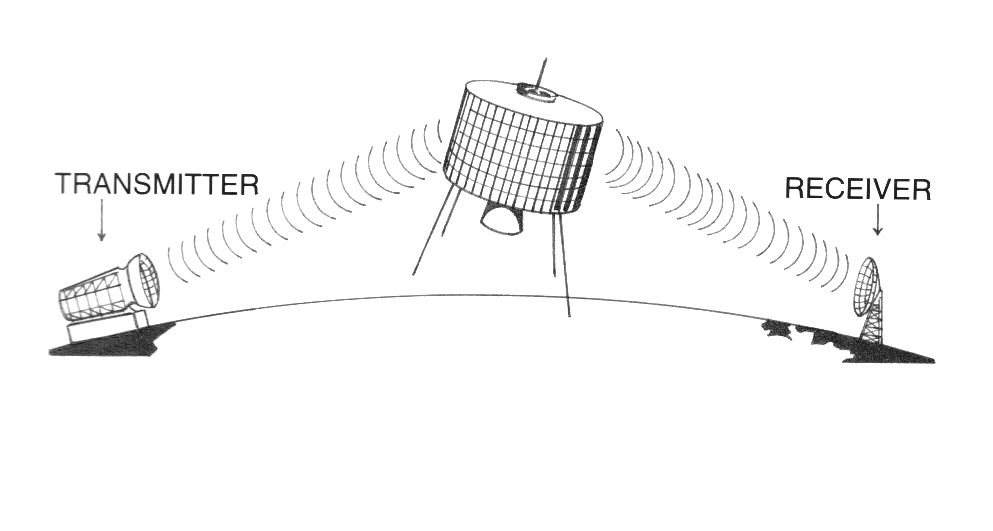
Funcionamiento de un satélite de telecomunicaciones. El segmento espacial comprende el enlace ascendente, el satélite mismo y el enlace descendente.

El segmento espacial de un sistema de comunicaciones por satélite es uno de sus 3 componentes operativos (los otros son el segmento de usuario y el segmento terrestre). Comprende el satélite o la constelación de satélites y los enlaces satelitales ascendente y descendente.
El diseño general de la carga útil, el satélite, el segmento terrestre y el sistema de extremo a extremo es una tarea compleja. El diseño de la carga útil de las comunicaciones por satélite debe estar adecuadamente acoplado con las capacidades y la interacción con el bus de la nave espacial que proporciona energía, estabilidad y apoyo ambiental a la carga útil. 